# Ahora Español
Ahora Español – cotygodniowy program edukacyjny, realizowany przez Agencję Filmową Offworld.

## O programie
Jest to kurs hiszpańskiego w telewizji dla początkujących prowadzony w języku hiszpańskim i polskim. Powstał ze względu na szerzący się trend na naukę języka hiszpańskiego. Program ma za zadanie edukować w sposób zabawny i interesujący z naciskiem na konwersację. Program koncentruje się głównie na scenkach „z życia wziętych”, co jest świetnym wykorzystaniem języka hiszpańskiego na co dzień. Mimo tego, że program jest emitowany i produkowany w Polsce, nie ma polskiego tytułu, można go jedynie przetłumaczyć z języka hiszpańskiego „Ahora Español” na język polski „Teraz hiszpański”. Program zakupiony ze środków abonamentowych. 